# خدمة إلكترونية
إن مفهوم الخدمات الإلكترونية بصفة عامة يتثمل في الاستفادة من تكنولوجيا المعلومات والاتصالات في تقديم وتوفير الخدمات، ومن الصعب إيجاد تعريف دقيق نظراً إلى وُجود عدة تعاريف مختلفة من قبل الباحثين لمفهوم الخدمات الإلكترونية، ولكن على الرغم من هذا الاختلاف إلا أنهم متفقون على دور التكنولجيا في التأثير وتسهيل الخدمات وتحويلها من خدمات تقليدية إلى خدمات إلكترونية.
وقد توصل البعض إلى تعريف أدق لمعنى الخدمات الإلكترونية، ويَتمثَّل في أن الخدمات الإلكترونية هي عبارة عن «أفعال وجُهود وأداء يُنقل باستخدام تكنولوجيا المعلومات، ويَشمل خدمات البيع وخدمة العملاء وخدمات التوصيل». وهذا التعريف يَعكس ثلاث عناصر رئيسية لمفهوم الخدمات الإلكترونية، ألا وهي:
1. تقديم الخدمة.
2. استلام الخدمة.
3. خدمة التوصيل.

وعلى سبيل المثال، تُعتبر الوكلات الحكومية التي تقوم بتقديم الخدمات الإلكترونية للمواطنين والشركات مقدمة للخدمة، بينما يُعتبرُ المواطنون والشركات مستلمين لهذه الخدمة، وطريقة توصيل هذه الخدمة هيَ العنصر الثالث للخدمات الإلكترونية. ويعتبر الإنترنت حالياً الوسيلة الرئيسية والأكثر أهمية في نقل الخدمات الإلكترونية، بينما لا زالت الوسائل الأخرى كالهاتف والجوال والتلفاز ومراكز الاتصال ومكاتب الاستقبال تُستَعمل.